# بيني بنسون
بيني بنسون (بالإنجليزية: Benny Benson)‏ هو مصمم أمريكي، ولد في 12 أكتوبر 1913 في تشيغنيك في الولايات المتحدة، وتوفي في 2 يوليو 1972 في كودياك في الولايات المتحدة بسبب نوبة قلبية.